# Charles Bennett (astronome)
Pour les articles homonymes, voir Charles Bennett et Bennett.
Charles L. Bennett, né le 16 novembre 1956, est un observateur en astrophysique américain. Il est également professeur de physique et d'astronomie à l’université Johns-Hopkins de Baltimore, Maryland. Il est "investigateur principal" du programme Wilkinson Microwave Anisotropy Probe (WMAP) de la NASA. Avant 2005, Bennett était "Senior Scientist" pour la cosmologie expérimentale, "Goddard Senior Fellow", et responsable du département astrophysique infrarouge au Centre Goddard des vols spatiaux de la NASA. Au cours des étés de 1976 à 1978, Bennett collaborait au département du magnétisme terrestre de la Carnegie Institution of Washington.

## Études
- 1978 : diplôme de Bachelor of Sciences en physique et astronomie "cum laude" avec les grands honneurs en astronomie, de l’université du Maryland à College Park[2].
- 1984 : Doctorat en physique au Massachusetts Institute of Technology[2].

## Carrière
Lors de sa désignation comme membre de l'Académie nationale des sciences des États-Unis, la citation le présente ainsi : "Comme leader de la mission Wilkinson Microwave Anisotropy Probe (WMAP), Bennett a aidé à quantifier, avec une exactitude et une précision inégalée, de nombreuses propriétés déterminantes de l’univers, dont son âge, son contenu en matière sombre et en matière baryonique, la constante cosmologique, et la constante de Hubble." La qualité de membre est un grand honneur conféré aux chercheurs les plus distingués en ingénierie et en sciences. En 2005, il a été récompensé de la médaille Henry Draper de l'Académie nationale des sciences des États-Unis et en 2009, le Prix Comstock de Physique, à chaque fois pour son rôle de leader de la mission WMAP. Bennett a reçu le Prix Harvey en 2006 pour "la détermination précise de l’âge, de la composition et de la courbure de l’univers." Bennett a partagé en 2010 le Prix Shaw en astronomie avec Lyman Page et David Spergel, tous deux de l’université de Princeton, pour leurs travaux sur WMAP.
Bennett est également membre de l'Académie américaine des arts et des sciences et membre de l'Association américaine pour l'avancement de la science et de la Société américaine de physique. En 2002, l’ISI l’a désigné comme le "Chercheur en sciences spatiales le plus cité au monde". Il est l’auteur des deux premiers "Super Hot Papers in Science (articles scientifiques les plus cités) publiés depuis 2003.
Avant de diriger WMAP, Bennett était le "Deputy Principal Investigator" de l’instrument "Differential Microwave Radiometers" (DMR) sur le satellite Cosmic Background Explorer (COBE), qui découvrit l’anisotropie du rayonnement du fond diffus cosmologique. L’équipe scientifique du Cosmic Background Explorer (COBE) mesura également avec précision le spectre du rayonnement du fond diffus cosmologique.

## Récompenses
Les récompenses attribuées à Bennett comprennent notamment :
- 1992 : médaille de la NASA pour réalisation scientifique exceptionnelle (pour COBE)
- 2001 : Récompense de la meilleure nouveauté en science populaire dans Aviation and Space, pour WMAP
- 2003 : récompense du leadership remarquable de la NASA (pour WMAP)
- 2003 : Récompense du Mémorial John C. Lindsay pour les sciences de l’espace
- 2004 : médaille de la NASA pour réalisation scientifique exceptionnelle (pour WMAP)
- 2005 : Médaille Henry Draper de la National Academy of Sciences
- 2005 : Récompense Rotary national pour une réalisation spatiale (Récompense de l’Étoile de mi-carrière)
- 2006 : Prix Peter-Gruber de cosmologie (décerné à John Mather et l’équipe COBE pour les « études révolutionnaires menant à la confirmation que notre univers est né dans un Big Bang chaud Bang[pas clair] »[10]
- 2006 : Prix Harvey
- 2009 : Prix Comstock en physique de l'Académie nationale des sciences des États-Unis
- 2010 : Prix Shaw en astronomie
- 2015 : chaire Bloomberg.

## Sources
- National academy of sciences
- Wilkinson Microwave Anisotropy Probe
- Advancing Science Serving Society